# 阿利森冰流
73°55′S 82°4′W / 73.917°S 82.067°W
阿利森冰流（英語：Alison Ice Stream），是南極洲的冰流，位於埃爾斯沃思地，全長15公里，最終在維爾特半島以南注入埃爾塔寧灣，由美國南極名稱諮詢委員命名，現時由南極條約體系管理。